# Лорд главни судија Енглеске и Велса
Лорд главни судија Енглеске и Велса (енгл. Lord Chief Justice of England and Wales) највиши је судија Енглеске и Велса. Предсједник је Кривичног одјељења Апелационог суда Енглеске и Велса.
Без обзира на титулу „лорд” у називу, он није нужно и пер. До ступања на снагу Уставног реформског акта 2005. лорд главни судија је био и предсједник Одјељења краљевског стола Високог суда, али се у судијској хијерархији налазио испод лорда канцелара. Лорд главни судија носи називе Head of the Judiciary of England and Wales и President of the Courts of England and Wales, као и Head of Criminal Justice.
Именује га монарх, уз учешће лорда канцелара, на предлог поткомисије за избор (енгл. selection panel) коју формира Комисија за судска именовања (енгл. Judicial Appointments Commission). Такође, лорд главни судија је члан Државног савјета.